# Stade Ismaïl Makhlouf
Stade Ismaïl Makhlouf – stadion sportowy w Al-Arba’a, w Algierii. Obiekt może pomieścić 7000 widzów. Swoje spotkania rozgrywają na nim piłkarze klubu RC Arbaâ.